# Daniel López (water-polo)
Pour les articles homonymes, voir Daniel López et López.
Daniel López Pinedo (né le 16 juillet 1980 à Barcelone) est un joueur de water-polo espagnol, gardien de but de l'équipe d'Espagne de water-polo.